# Маркиз де Вильяр-де-Граханехос
Маркиз де Вильяр-де-Граханехос (Маркиз дель Вильяр-де-Вальеэрмосо де Граханехос) — испанский дворянский титул. Он был создан 16 декабря 1607 года королем Испании Филиппом III для Хуана Пиментеля де Суньиги и Рекесенса, старшего сына Хуана Алонсо Пиментеля де Эррера (? — 1621), 8-го графа и 5-го герцога де Бенавенте, 8-го графа де Майорга и 3-го графа де Вильялон, и его второй жены, Менсии де Суньиги и Рекесенс, дочери Луиса де Рекесенса и Суньиги (1528—1576), губернатора Миланского герцогства (1572—1573) и Нидерландов (1573—1576).

## Маркизы де Вильяр-де-Граханехос
- Хуан Пиментель де Суньига и Рекесенс (? — 1626), 1-й маркиз дель Вильяр-де-Граханехос, старший сын 8-го графа-герцого де Бенавенте от второго брака.

1. Супруга с 1611 года Антония Мария Фернандес де Кордова, 5-я графиня де Алькаудете. Ему наследовал их дочь:

- Анна Моника де Суньига и Фернандес де Кордова (? — ?), 2-я маркиза дель Вильяр-де-Граханехос, 6-я графиня де Алькаудете, 5-я графиня де Делейтоса.

1. Супруг — Дуарте Фернандес Альварес де Толедо Португаль[исп.] (1620—1671), 7-й граф де Оропеса, 3-й маркиз де Фречилья и Вильяррамьель, 2-й маркиз де Харандилья, вице-король Наварры, Валенсии и Сардинии. Ей наследовал их сын:

- Мануэль Хоакин Альварес де Толедо (6 января 1641 — 25 декабря 1707), 3-й маркиз дель Вильяр-де-Граханехос, 8-й граф де Оропеса, 3-й маркиз де Харандилья, 7-й граф де Алькаудете, 6-й граф де Бельвис, 6-й граф де Делейтоса, 4-й маркиз де Фречилья и Вильяррамьель. Фаворит короля Карла II (1685—1689, 1698—1699).

1. Супруга — Изабель Мария Тельес-Хирон и Пачеко (1650—1691), дочь Мельчора Пачеко Хирона, 4-го графа де ла Пуэбла-де-Монтальбан, и Хуаны де Веласко и Товар. Ему наследовал их сын:

- Висенте Педро Альварес де Толедо Португаль[исп.] (19 апреля 1687 — 5 июля 1729), 4-й маркиз дель Вильяр-де-Граханехос, 9-й граф де Оропеса, 4-й маркиз де Харандилья, 8-й граф де Алькаудете, 7-й граф де Бельвис, 7-й граф де Делейтоса, 5-й маркиз де Фречилья и Вильяррамьель.

1. Супруга — Мария де ла Энкарнасьон Фернандес де Кордова и де ла Серда (1686—1746), дочь Луиса Маурисио Фернандеса де Кордовы и Фигероа, 7-го герцога де Ферия, и Феличе Марии де ла Серды и Арагон. Ему наследовал их сын:

- Педро Висенте Альварес де Толедо Португаль[исп.] (15 июня 1706 — 16 июля 1728), 5-й маркиз дель Вильяр-де-Граханехос, 10-й граф де Оропеса, 5-й маркиз де Харандилья, 6-й маркиз де Фречилья и Вильяррамьель, 9-й граф де Алькаудете, 8-й граф де Бельвис, 8-й граф де Делейтоса. Холост и бездетен. Ему наследовала его младшая сестра:

- Анна Мария Альварес де Толедо Португаль[исп.] (6 декабря 1707 — 14 октября 1729), 6-я маркиза дель Вильяр-де-Граханехос, 11-я графиня де Оропеса, 6-я маркиза де Харандилья, 7-я маркиза де Фречилья и Вильяррамьель, 10-я графиня де Алькаудете, 9-я графиня де Бельвис, 9-я графиня де Делейтоса.

1. Супруг — Андрес Луис Лопес-Пачеко и Осорио де Москосо (1710—1746), 10-й герцог де Эскалона, 16-й граф де Кастаньеда, 10-й маркиз Вильена, 14-й граф де Сан-Эстебан-де-Гормас, 10-й граф де Чикена. Ей наследовала их дочь:

- Мария Анна Лопес Пачеко и Альварес де Толедо Португаль[исп.] (22 августа 1729 — 28 ноября 1768), 7-я маркиза дель Вильяр-де-Граханехос, 12-я графиня де Оропеса, 11-я графиня де Алькаудете, графиня де Монтемайор, 10-я графиня де Бельвис, 10-я графиня де Делейтоса, 8-я маркиза де Фречилья и Вильяррамьель, маркиза де Харандилья, 11-я маркиза де Вильена, 11-я герцогиня де Эскалона, графиня де Чикена, 13-я графиня де Сан-Эстебан-де-Гормас, 12-я маркиза де Агилар-де-Кампоо, 17-я графиня де Кастаньеда, 8-я маркиза де Элисенда.

1. Супруг — Хуан Пабло Лопес-Пачеко и Москосо Акунья (1716—1751), сеньор де Гарганта-ла-Олья, сын Меркурио Лопеса Пачеко и Португаля, 9-го герцога де Эскалона, и Каталины де Москосо и Бенавидес
2. Супруг — Фелипе Диего де Толедо и де Сильва (? — 1758), сын Мигеля де Толедо и Кордовы, 10-го маркиза де Тавара и графа де Вильяда, и Марии Франсиски де Сильвы и Гутьеррес де лос Риос, 11-й герцогини дель Инфантадо.
3. Супруг — Мануэль Хосе Пачеко Тельес-Хирон и Толедо (1732—1794), сын Франсиско Хавьера Пачеко Тельес-Хирона, 6-го герцога де Уседа, и Марии Доминги Тельес-Хирон и Фернандес де Веласко, 8-й маркизы де Берланга. Все браки были бездетными. Ей наследовал её двоюродный брат:

- Франсиско де Паула де Сильва и Альварес де Толедо[исп.] (2 апреля 1733 — 26 апреля 1770), 8-й маркиз дель Вильяр-де-Граханехос, 13-й граф де Оропеса, 10-й герцог де Уэскар, герцог де Монторо, граф-герцог де Оливарес, маркиз де Кория, маркиз дель-Карпио, маркиз де Эльче, маркиз де Тарасона, 9-й маркиз де Фречилья и Вильяррамьель, 12-й граф де Алькаудете, граф де Лерин, 11-й граф де Гальве, граф де Моренте и граф де Фуэнтес.

1. Супруга — Марианна де Базан Сильва и Сармьенто, дочь Педро де Сильвы и Базана, 9-го маркиза де Санта-Крус-де-Мудела, и Марии де Портасели Сармьенто и Суньиги, 5-й графини де Пье-де-Конча. Ему наследовала их дочь:

- Мария Тереза де Сильва и Альварес де Толедо (10 июня 1762 — 23 июля 1802), 9-я маркиза дель Вильяр-де-Граханехос, 14-я графиня де Оропеса, 13-я герцогиня де Альба, 6-я герцогиня де Монторо, 8-я графиня-герцогиня де Оливарес, 15-я герцогиня де Уэскар, 14-я герцогиня де Галистео, маркиза дель-Карпио, 11-я графиня де Монтеррей, графиня де Лерин, 13-я маркиза де Кория, 9-я маркиза де Эльче, 12-я маркиза де Вильянуэва-дель-Рио, 6-я маркиза де Тарасона, маркиза де Фречилья и Вильяррамьель, маркиза де Харандилья, 12-я графиня де Гальве, 14-я графиня де Осорно, 11-я графиня де Айяла, 9-я графиня де Фуэнтес-де-Вальдеперо, 13-я графиня де Алькаудете, графиня де Делейтоса.

1. Супруг — Хосе Альварес де Толедо и Гонзага (1756—1796), 15-й герцог де Медина-Сидония, 11-й герцог де Монтальво, герцог де Бивона, герцог де Фернандина. Их брак был бездетным. Скончалась, не оставив наследников. Титул маркиза де Вильяр-де-Граханехос унаследовал потомок 8-го графа де Оропеса и 7-го графа де Алькаудете:

- Диего Антонио Фернандес де Веласко Лопес Пачеко и Тельес-Хирон (8 ноября 1754 — 11 февраля 1811), 10-й маркиз дель Вильяр-де-Граханехос, 8-й герцог де Уседа, 13-й герцог де Фриас, 13-й герцог де Эскалона, 5-й маркиз де Менас-Альбас, 10-й маркиз де Фромиста, 8-й маркиз де Бельмонте, 8-й маркиз де Карасена, 13-й маркиз де Берланга, 7-й маркиз де Тораль, 6-й маркиз де Сильеруэло, 10-й маркиз де Харандилья, 13-й маркиз де Вильена, 8-й граф де Пинто, 7-й маркиз дель-Фресно, 11-й маркиз де Фречилья и Вильяррамьель, 15-й граф де Аро, 17-й граф де Кастильново, 18-й граф де Альба-де-Листе, 7-й граф де ла Пуэбла-де-Монтальбан, 10-й граф де Пеньяранда-де-Бракамонте, 18-й граф де Луна, 16-й граф де Фуэнсалида, 9-й граф де Кольменар, 15-й граф де Оропеса, 14-й граф де Алькаудете, 14-й граф де Делейтоса, граф де Салазар-де-Веласко.

1. Супруга — Франсиска де Паула де Бенавидес и Фернандес де Кордова, дочь Антонио де Бенавидеса и де ла Куэвы, 2-го герцога д Сантистебан-дель-Пуэрто. Ему наследовал их сын:

- Бернардино Фернандес де Веласко Пачеко и Тельес-Хирон (20 июля 1783 — 28 мая 1851), 11-й маркиз дель Вильяр-де-Граханехос, 9-й герцог Уседа, 14-й герцог де Фриас, 14-й герцог де Эскалона, 6-й маркиз де Менас-Альбас, 9-й маркиз де Бельмонте, 11-й маркиз Фромиста, 14-й маркиз де Берланга, 8-й маркиз де Тораль, 7-й маркиз де Сильеруэло, 14-й маркиз Вильена, 9-й граф де Пинто, 8-й маркиз дель-Фресно, 14-й маркиз де Харандилья, 12-й маркиз де Фречилья и Вильяррамьель, 16-й граф де Аро, 18-й граф де Кастильново, граф де Салазар-де-Веласко, 19-й граф де Альба-де-Листе, 8-й граф де ла Пуэбла-де-Монтальбан, 11-й граф де Пеньяранда-де-Бракамонте, граф де Луна, 17-й граф де Фуэнсалида, 10-й граф де Кольменар, 16-й граф де Оропеса, 15-й граф де Алькаудете, 19-й граф де Делейтоса, граф де Вильяфлор.

1. Супруга — Мария Анна Тереза де Сильва Базан и Вальдштейн, дочь Хосе Хоакина де Сильвы Базана и Сармьенто, 9-го маркиза де Санта-Крус-де-Мудела, 10-го маркиза дель-Висо, маркиза де Байона, 6-го маркиза де Арсикольяр, графа де Монтауто, и графа де Пье-де-Конча (брак бездетный).
2. Супруга — Мария де ла Пьедад Рока де Тогорес и Валькарсель, дочь Хуана Непомусено Рока де Тогорес и Скорсия, 1-го графа де Пиноэрмосо и 13-го барона де Риудомс.
3. Супруга — Анна Хаспе и Масиас (неравный брак). Ему наследовал его сын от третьего брака:

- Хосе Мария Бернардино Фернандес де Веласко Тельес-Хирон и Хаспе (20 августа 1836 — 20 мая 1888), 12-й маркиз дель Вильяр-де-Граханехос, 15-й герцог де Фриас (гранд Испании), 17-й граф де Фуэнсалида, 12-й маркиз де Фромиста, 18-й граф де Оропеса (гранд Испании), 16-й граф де Алькаудете.

1. Супруга — Виктория Балф и Росер (1837—1871), дочь ирландского оперного певца Майка Балфа и венгерской сопрано Лины Росер.
2. Супруга — Мария дель Кармен Пиньятелли, принцесса де Пиньятелли, дочь Хуана Пиньятелли и Антентас, 23-го графа де Фуэнтес (второй брак был бездетным). Ему наследовал его сын от первого брака:

- Бернардино Фернандес де Веласко и Балф Хаспе (1 мая 1866 — декабрь 1916), 13-й маркиз дель Вильяр-де-Граханехос, 16-й герцог де Фриас, 20-й граф де Аро, 17-й граф де Алькаудете.

1. Супруга — Мэри Болейн Ноулз (брак бездетный).

- Анхела Мария Тельес-Хирон и Дуке де Эстрада (7 февраля 1925 — 29 мая 2015), 14-я маркиза дель Вильяр-де-Граханехос (получила этот титул от короля Испании Хуана Карлоса I в 1993 году), 16-я герцогиня де Осуна, 17-я графиня-герцогиня де Бенавенте, 15-я герцогиня де Уседа, 18-я маркиза де Берланга, маркиза де Карасена, графиня де Пинто, 15-я маркиза де Фромиста (в 2009 году пожаловала этот титул своей дочери Марии де ла Грасии, 16-й маркизе де Фромиста), маркиза де Ломбай, графиня де Уренья, графиня де Ла-Пуэбла-де-Монтальбан, графиня де Салазар-де Веласко.

1. Супруг — Педро де Солис-Бомонт и Лассо де ла Вега (1916—1959), маркиз де Валенсиана и маркиз де лас Торрес и де ла Пресса
2. Супруг — Хосе Мария де Латорре и Монтальво, 6-й маркиз де Монтемусо (1923—1991). Герцогиня де Осуна уступила титул маркизы де Вильяр-де-Граханехос своей внучке:

- Мария де Грасия Русполи и Солис-Бомонт (род. 16 июня 1977), 16-я маркиза дель Вильяр-де-Граханехос. Единственная дочь Карло Эммануэле Русполи (род. 1949), 3-го герцога де Мориньяно, и Марии де ла Грасии Солис-Бомонт (род. 1957), 20-й герцогини де Пласенсия, 16-й маркизы де Фромиста.

1. Супруг с 2009 года Хавьер Исидро Гонсалес де Грегорио и Молина, сын Леонсио Гонсалеса де Грегорио и Марти и Марты Молины Штранц. У супругов двое детей:

- Мария де Грасия Гонсалес де Грегорио и Русполи
- Бланка Микаэла Гонсалес де Грегорио и Русполи.